# Maxine Nightingale
Maxine Nightingale (Wembley, Londres, 2 de noviembre de 1952)  es una cantante de música soul y R&B británica. Es conocida mundialmente por los temas Right Back Where We Started From (1975), Love Hit Me (1977) y Lead Me On (1979).

## Carrera
Maxine fue una de las tres hijas del comediante nacido en Guyana, Benny Nightingale y su esposa Iris (también tuvieron su hija Rosalind y su hijo Glen). Siendo muy niña vocalizó por primera vez con su banda escolar. Ya a los trece años, ella y un amigo visitaron una casa del vecindario donde la banda Unisound estaba ensayando. Le pidieron que cantara con ellos y ella se unió al grupo en una extensa actuación en el circuito de cabaret británico. El gerente de uno de los clubes donde actuaron le pidió a Nightingale que grabase una demo y lo vendió a Pye Records, para quien ella  hizo sus primeras grabaciones. A pesar de ser supervisada por el director de la discográfica A & R, Cyril Stapleton, los tres lanzamientos individuales de Nightingale emitidos en junio y julio de 1969 y el 26 de marzo de 1971 pasaron desapercibidos.
Comenzó haciendo coros a otros artistas, para luego formar parte del elenco del musical Hair en 1969. Poco más tarde vivió en Alemania, donde formó parte de musicales como Hair (de nuevo), Jesus Crist Superstar y Godspell. Luego comenzó una relación con Minoru Terada Domberger, director de la producción alemana de Hair, con quien se casó y tuvo una hija llamada Langka Veva Domberger, nacida en 1973.
Maxine fue convencida por el compositor J. Vincent Edwards para grabar uno de sus temas: Right Back Where We Started From, que ocupó el octavo puesto de las listas británicas y el segundo en las norteamericanas, segundo en Bélgica, tercero en Holanda y cuarto en Australia.
Durante los siguientes años grabó temas que fueron éxito como Gotta Be The One, Love Hit Me, Will You Be My Lover, entre otros, y todo un gran hit en EE. UU. con Lead Me On, donde fue número uno.
Tras grabar otro éxito como Turn To Me a dúo con Jimmy Ruffin, que alcanzó los primeros puestos también en EE. UU., decidió retirarse del mundanal ruido, y concentrarse en pequeños conciertos en locales cantando jazz. Actualmente sigue actuando en pequeñas giras por EE. UU. y Australia.
En 1989 la cantante estadounidense Sinitta versionó el tema Right Back Where We Started From bajo el sello discográfico Sony Music Entertainment.
Su tema fue utilizada como banda sonora de películas tales como An Extremely Goofy Movie (2000), The Family Stone (2005) y Shrek Forever After (2010).

## Álbumes
- Right Back Where We Started From (1976) (US:#65), (US R&B:#38), (CAN:#59), (SWE:#47)
- Love Hit Me aka Night Life (1977)
- Love Lines (UK) (1978) aka Lead Me On (US) (1979) (US:#45), (US R&B:#35)
- Bittersweet (1980)
- It's a Beautiful Thing (1982) (US:#176), (US R&B:#35)
- Cry for Love (1986)

### Singles
1969: 
- "Talk to Me"/ "Spinning Wheel" Pye 7N.17739 (UK)
- "Don't Push Me Baby"/ "Thru' Loving You" Pye 7N.17798 (UK)

1971:
- "Love on Borrowed Time"/"It's That Hurtin' Thing" Pye N.45046 (UK)

1975: 
- "Right Back Where We Started From"/ "Believe in What You Do" UP 36015 (UK)

1976: 
- "Right Back Where We Started From"/ "Believe in What You Do" UA-XW752-Y (U.S.)
- "Gotta Be the One"/ "Can't Get Enough" UP36086 (UK)
- "Gotta Be the One"/ "One Last Ride" UA-XW820-Y (U.S.)
- "(I Think I Wanna) Possess You"/ "Life Has Just Begun" UP 36120 (UK), UA-XW865Y (U.S.)
- "I Wonder Who's Waiting Up for You Tonight"/ "Bless You" CM-63 (Japón)

1977:
- "Love Hit Me"/ "Life Has Just Begun" UP 36215 (UK)
- "Love Hit Me"/ "If I Ever Lose This Heaven" UA 944 (U.S.)
- "Will You Be My Lover"/ "How Much Love" UP 36283 (UK), UA 1015 (U.S.)
- "Didn't I (Blow Your Mind This Time)"/ "You Are Everything" UP 36320 (UK)
- "Didn't I (Blow Your Mind This Time)"/ "I Wonder Who's Waiting Up For You Tonight" UA 1086 (U.S.)
- "Right Now"/? UA#? (U.S.)

1978:
- "Lead Me On" / "No One Like My Baby" UP 36447 (UK)
- "(Bringin' Out) The Girl in Me"/ "You Are the Most Important Person in Your Life" UP 36395 (UK)

1979:
- Lead Me On/ "Love Me Like You Mean It" ("Forest For the Trees" on early pressings) Windsong CB-11530 (U.S.)
- "(Bringin' Out) The Girl in Me"/ "Hideaway" Windsong CB-11729 (U.S.)

1980:
- "All Night With Me"/ "Work On It" UA_BP 375 (UK)
- "All Night With Me"/ "Tight Spot" RCA 12117 (U.S.)
- "Take Your Heart"/ "Why Did You Turn Me On" Liberty BP384 (UK), RCA 12020 (U.S.)

1982:
- "Turn to Me" (with Jimmy Ruffin)/ "Give a Little Love (to Me)" Highrise 2004 (U.S.)
- "I Don't Miss You at All"/ ? Highrise #? (U.S.)

1986:
- "My Heart Knows"/ "Same Refrain" Mercury 884562 (Francia)